# برج الساعة (جامعة القاهرة)
برج ساعة جامعة القاهرة هي برج ساعة يقع في جامعة القاهرة بمدينة الجيزة في مصر، أنشأت سنة 1937، تُعد ثاني أقدم ساعة على مستوى العالم بعد ساعة بيج بن في العاصمة البريطانية لندن، يبلغ ارتفاعها حوالي 42 متر، تضم أربعة ساعات، وخمسة أجراس مكيانيكية، تدق كل ربع ساعة أربع دقات، وكل نصف ساعة 8 دقات وكل 45 دقيقة 12 دقة، أما على رأس الساعة يدق أكبر الأجراس أربعة دقات،
تتصل ساعة جامعة القاهرة بالإذاعة المصرية منذ إنشائها، وتدق عليها نشرات الأخبار في جميع الإذاعات الحكومية المصرية، تعطلت ساعة جامعة القاهرة ثلاثة مرات في سنوات 1976، 1992، و1994، وقامت كلية الهندسة بجامعة القاهرة بعملية إحلال وتجديد الساعة بشكل كامل وأُعيد افتتاحها في أبريل 2018.

## معرض الصور

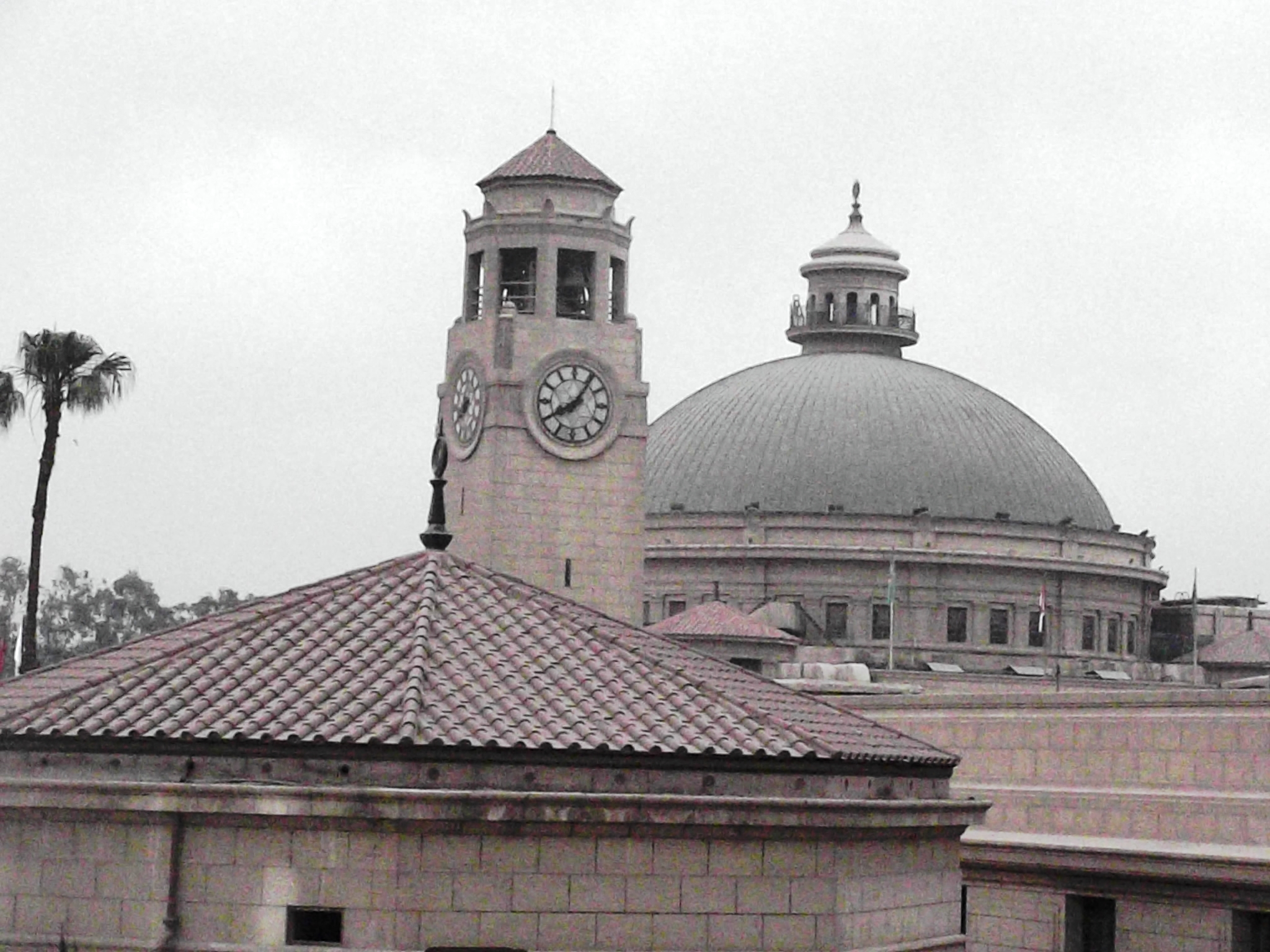
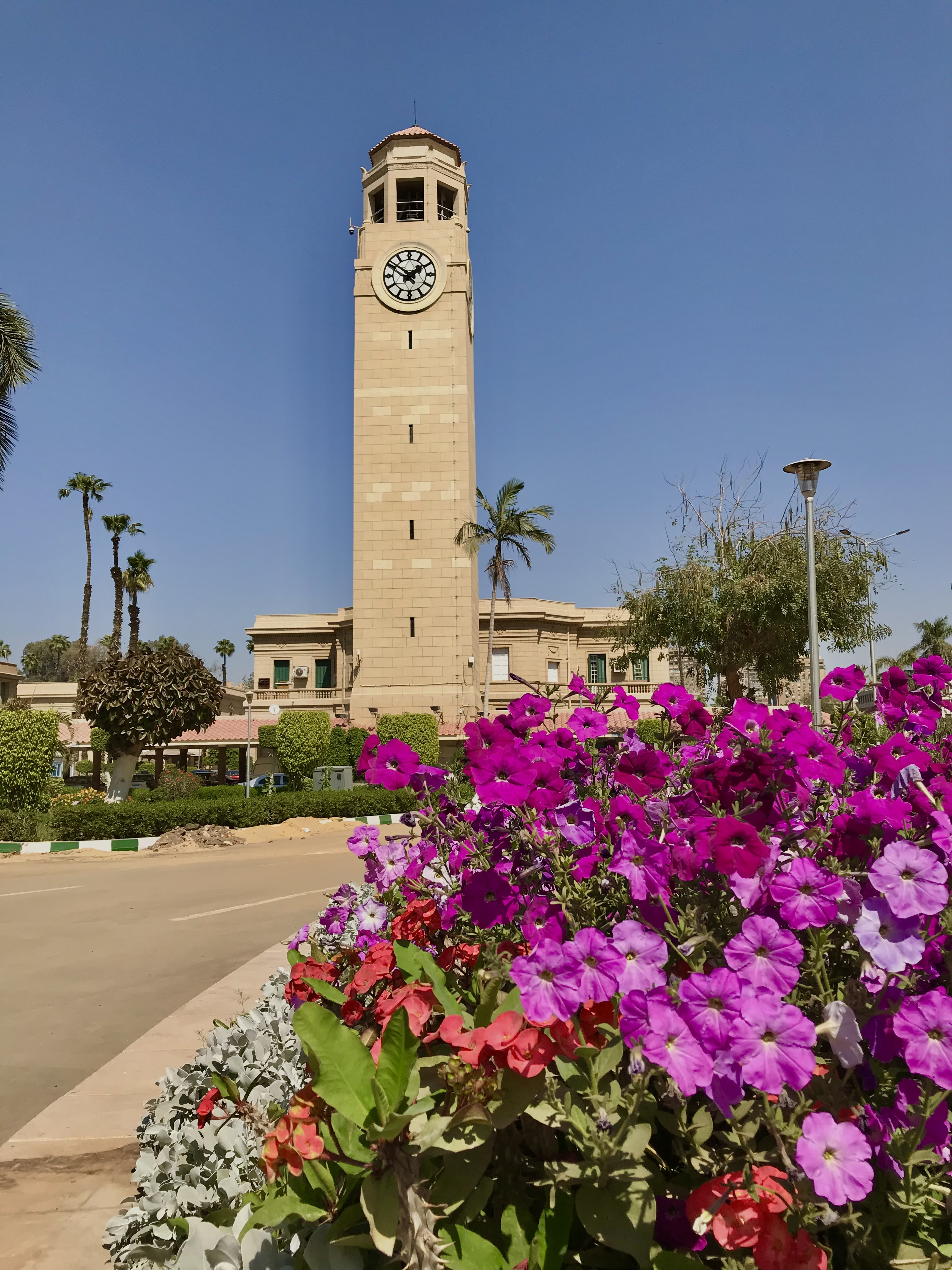
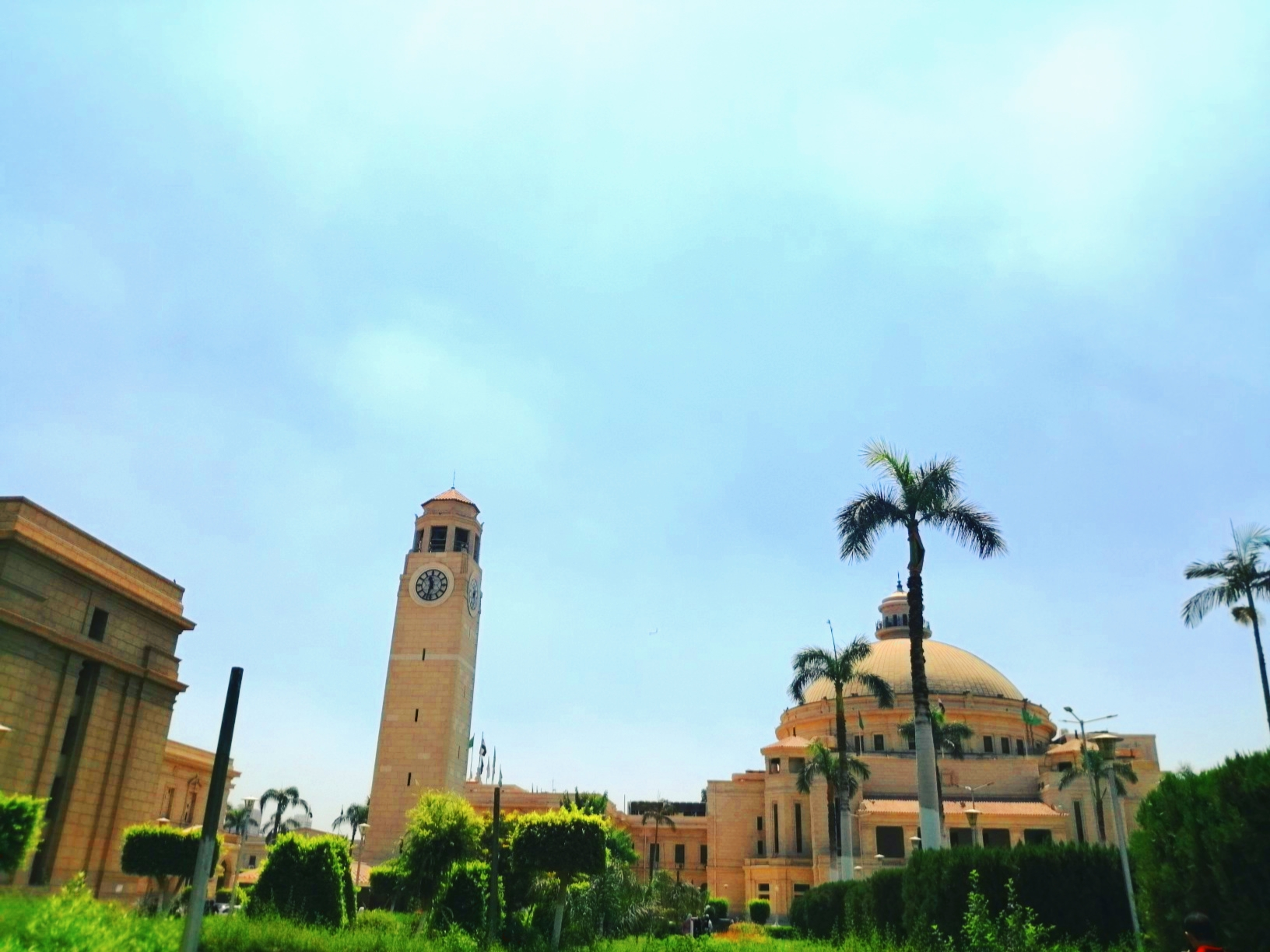
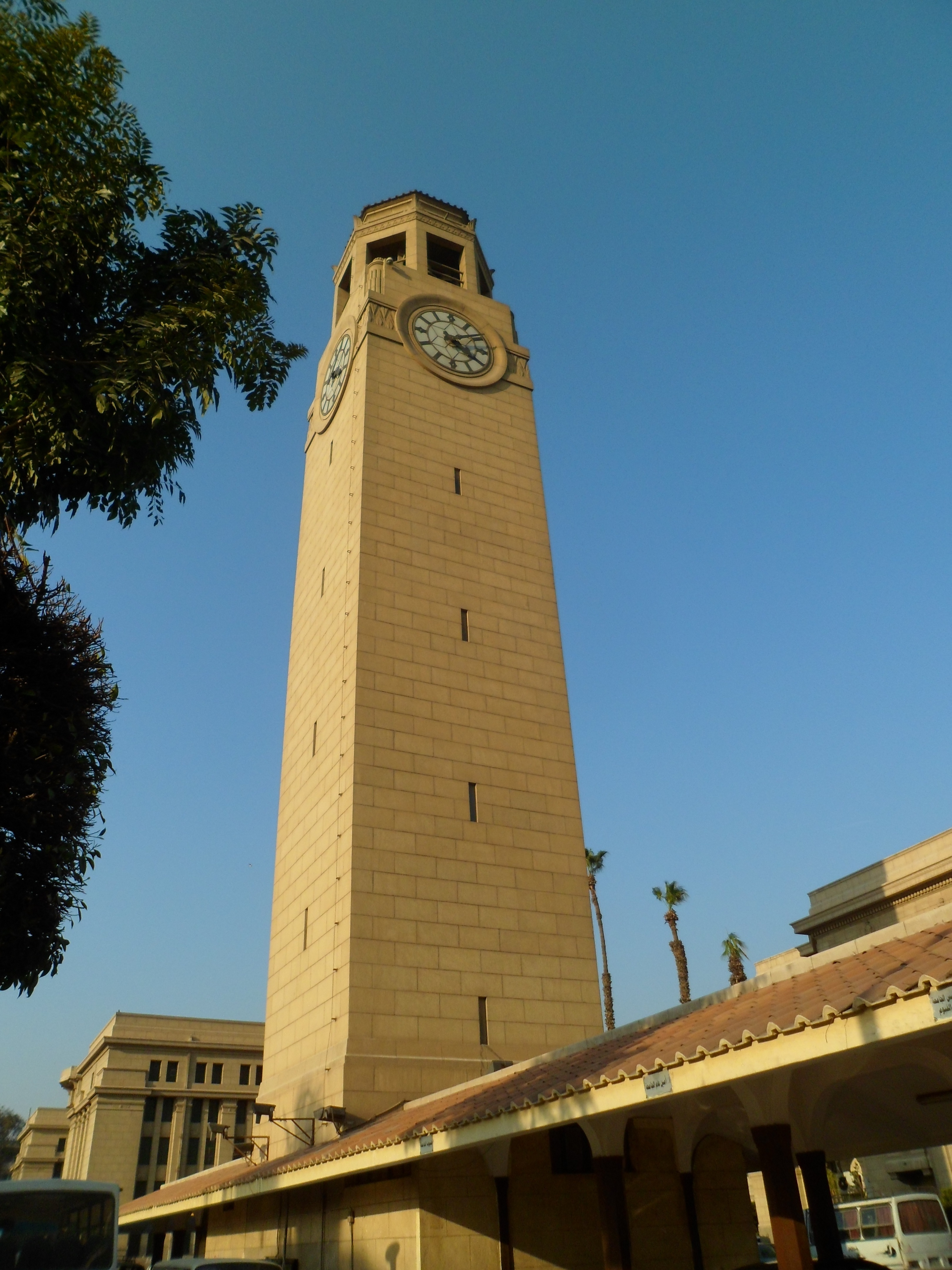
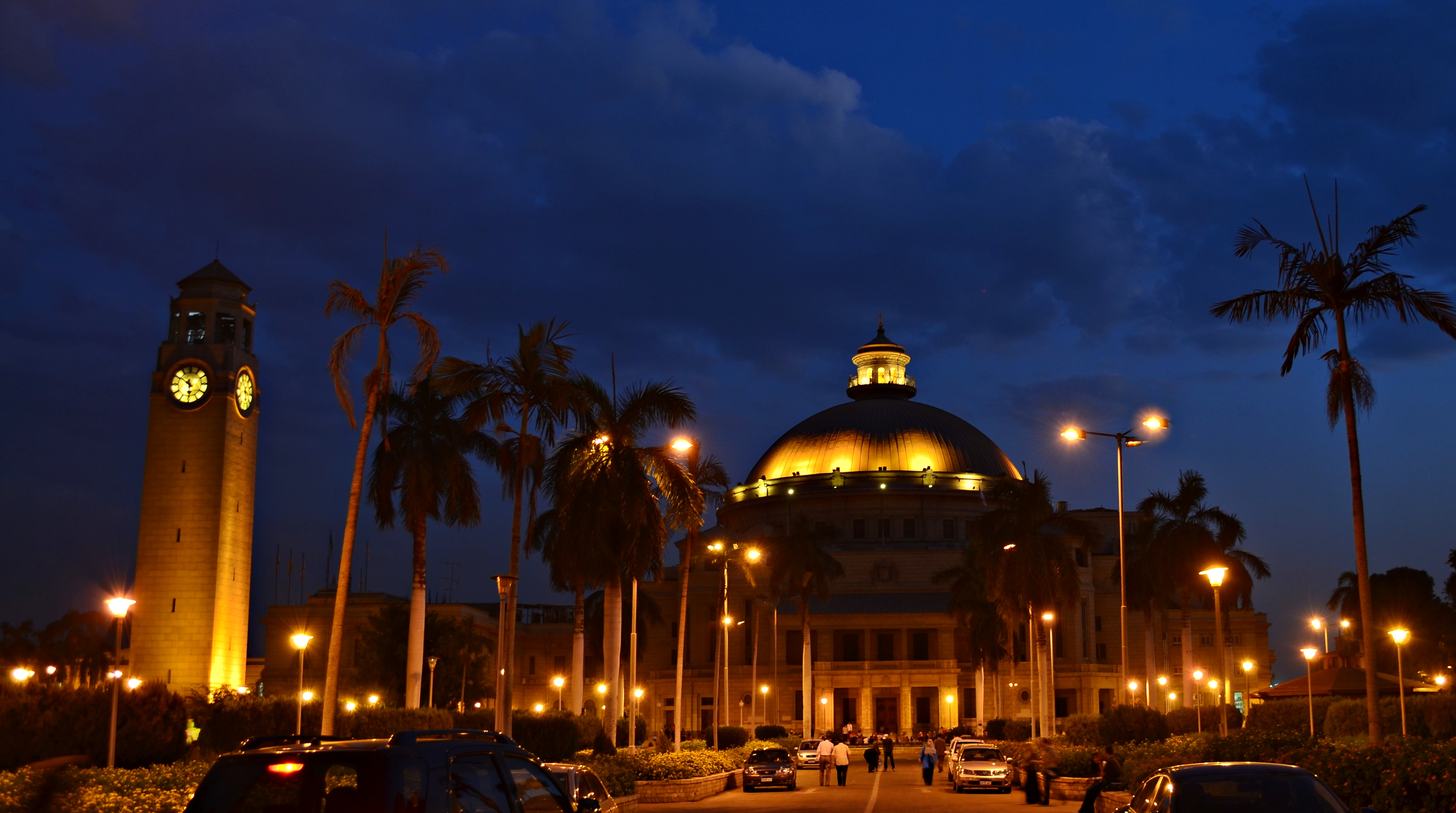

## وصلات خارجية
- مقطع فيديو عن الساعة بمناسبة تجديدها وإعادة افتتاحها من موقع يوتيوب.